# Frieda-River-Projekt
Das Frieda-River-Projekt ist eine geplante große Kupfer- und Goldmine in Papua-Neuguinea, in der Provinz Sandaun an der Grenze zur Provinz East Sepik. Das Schweizer Bergbauunternehmen Xstrata Frieda River Ltd hält einen Anteil  von 76,2 %, die in Australien und Papua-Neuguinea gelistete Rohstofffirma Highlands Pacific Ltd 16,9 % und OMRD Frieda Co Ltd 6,9 % am Frieda-River-Projekt, deren Lagerstätten 1963 von John Pasquarelli entdeckt wurden. Der Aufschluss ist für 2014[veraltet] und der Förderbeginn ist ab 2017[veraltet] vorgesehen.

## Lage
Die Kupfer- und Goldlagerstätte befindet sich etwa 200 km von der Nordküste Papua-Neuguineas und 70 km vom Sepik entfernt, am Frieda River, einem Nebenfluss des Sepik. Sie liegt 175 km nordwestlich der Porgera-Goldmine und 75 km nordöstlich des Kupfer- und Gold-Tagebaus am Ok Tedi, siehe Tagebau Ok Tedi.

## Ressource
Das Projekt umfasst die Schürfgebiete Nena, Horse/Ivaal/Trukai (HIT) und Koki. Die Lagerstätte verfügt über Kupfer-Ressourcen in der Größenordnung von 13 Millionen Tonnen, Gold-Ressourcen von 20 Millionen Unzen sowie Silber-Ressourcen von 49 Millionen Unzen.

## Umwelt
Es besteht die Gefahr der Verschmutzung der Feuchtgebiete am Sepik. Abraum aus der Kupfer- und Goldproduktion würde verheerende Auswirkungen auf die Wasservögel, die Fischpopulationen und auf die ufernahe Vegetation des Flusssystems haben. Die indigenen Völker, die am mittleren und unteren Sepik leben, sind abhängig von den Ressourcen, die Wald und Sumpf ihnen bieten. Von besonderer Bedeutung sind dabei die Anpflanzungen von Sagopalmen am Fluss, da das Mark der Sagopalme das Hauptnahrungsmittel der Region ist.